# Moechotypa strandi
Moechotypa strandi là một loài bọ cánh cứng trong họ Cerambycidae.